# Ocotea multiflora
Ocotea multiflora är en lagerväxtart som beskrevs av H. van der Werff. Ocotea multiflora ingår i släktet Ocotea och familjen lagerväxter. Inga underarter finns listade i Catalogue of Life.